# Norweskie jednostki miar
Zarówno duńskie jak i norweskie najwcześniejsze jednostki miar wywodzą się z czasów pogrzebów w łodziach. Łódź Kvalsund. zbudowana około roku 700 (znaleziona w 1958 roku 240 km na północ od Bergen), miała 60 stóp długości i różniła się od duńskich łodzi z tego okresu w bardzo małym stopniu, o wiele mniejszym niż późniejsze zbudowane około 800 roku łodzie norweskie: 76-stopowa łódź z Oseberg (odkryta w grobowcu w Slagen w 1903) i 70-stopowa łódź z Gokstad (odkryta w 1880 roku w Sandar). Wręgi kadłubów tych łodzi były rozmieszczone co około 3 stopy, co pozwoliło ustalić długość tych miar.
W 1541 roku miarę alen w Danii i Norwegii zdefiniowano na mocy prawa jako Sjælland alen. Później, w 1683 zdefiniowano alen jako 2 stopy reńskie. Od 1824, podstawową jednostką miary długości był fot. System metryczny wprowadzono w 1887 roku.

## Miary długości
- skrupel – skrupuł, 1/12 linje około 0,18 mm.
- linje – linia, 1/12 tomme około 2,18 mm
- tomme – kciuk (cal), 1/12 fot, około 26,1 mm. Jednostka ta była używana do pomiaru drewna jeszcze w latach 70. XX w. Obecnie w jej miejsce używa się anglosaskiego cala który wynosi 25,4 mm.
- kvarter – kwarta, 1/4 alen.
- fot – stopa, 1/2 alen. Od roku 1824 313,74 mm.
- alen – łokieć, 627,48 mm od 1824 roku 627,5 mm od 1683 roku 632,6 mm od roku 1541. Przedtem długość ta była różna w zależności od regionu.
- favn – sążeń (liczba mnoga favner), 3 alen, 1,882 m.
- stang – pręt, 5 alen lub 3,1374 m
- lås – 15 favner, 28,2 m
- fjerdingsvei – ćwierć mili lub fjerding, 1/4 mil, 2,82 km.
- mil lub landmil – norweska mila, wymawiane jako miil do 1862 roku 18000 alen lub 11,295 km. Do 1683 roku, mil była definiowana jako 17600 alen lub 11,13 km. Inna stara mila lądowa to 11,824 km. Jednostka przetrwała do dziś, ale w systemie metrycznym oznacza 10 km
- rast – dosłownie „odpoczynek”, stara wersja nazwy mil. Dystans między odpoczynkami podczas marszu. Prawdopodobnie około 9 km. Stosowana do 1541 roku.
- steinkast – rzut kamieniem, przypuszczalnie 25 favner, używana do dzisiaj jako bardzo przybliżona miara.

### Morskie miary długości
- favn – sążeń (liczba mnoga favner), 3 alen, 1,88 m
- kabellengde – kabel, 100 favner, 188 m, lub 1/10 mili morskiej, 185,2 m
- kvartmil – ćwierć mili, 10 kabellengder, 1852 m
- sjømil – mila morska (7408 m), obecnie często używana jako mila morska 1852 m, ale także jako określenie innych mil, również geografisk mil
- geografisk mil – 7421 m lub 4,007 mili morskiej zdefiniowanej jako 1/15 stopnia równikowego lub 4 minuty łuku.

## Powierzchni
- mål – 100 kvadrat rode, 984 m². Jednostka przetrwała do dziś, ale jako 1000 m² obecnie jako metryczny dekar, czyli 10 arów.
- kvadrat rode – kwadrat stang, 9,84 m²
- tønneland – „baryłka lądowa”, 4 mål

## Objętości
- favn – 1 alen na 1 favn na 1 favn, 2,232 m³ Używana do dziś do pomiaru objętości drewna opałowego.
- skjeppe – 1/8 tønne, 17,4 litra.
- tønne – baryłka, 4,5 fot³, 138.9 litra.

## Masy
- ort – 0,9735 g
- merke (liczba mnoga merker) –, 1/2 pund, 249,4 g, do 1683 roku 218,7 g.
- pund – funt, albo skålpund, 2 merker 0,4984 kg, przed 1683 rokiem 0,46665 kg
- laup – jako waga masła, 17,93 kg (około 16,2 l). 1 laup to 3 pund lub 4 spann albo 72 merker.
- spann – to samo co laup, używane do pomiaru innych towarów, np. ziarna
- bismerpund – 12 pund, 5,981 kg
- vette – 28,8 mark lub 6,2985 kg.
- våg – 1/8 skippund, 17,9424 kg.
- skippund – funt okrętowy, 159,488 kg. W roku 1270 około 151 kg.

## Monetarne
- ort – zobacz: riksdaler i speciedaler.
- riksdaler – do 1813 roku talar norweski. 1 riksdaler to 4 ort lub 6 mark albo 96 skilling.
- skilling – szyling, zobacz: riksdaler i speciedaler.
- speciedaler – używana od roku 1816. 1 speciedaler to 5 ort lub 120 skilling. Od 1876 roku 1 speciedaler to 4 kroner (korona norweska NOK).
- øre – 1/100 korony, od 1 maja 2012 używana wyłącznie w handlu bezgotówkowym.

## Nazwy liczb
- tylft – tuzin (12), także dusin
- snes – dwadzieścia (20)
- stort hundre – „duże sto” (120)
- gross – gros (144)